# Iván Domínguez

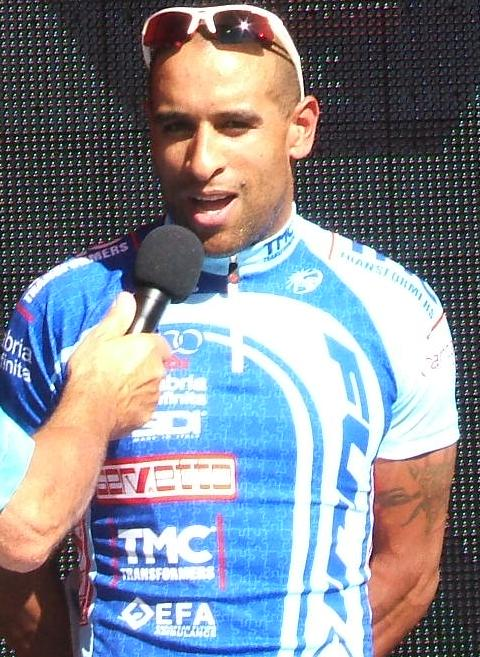
Iván Domínguez bei der Tour Down Under 2009

Iván Domínguez (* 28. Mai 1976 in Havanna) ist ein ehemaliger kubanischer Radrennfahrer.

## Sportliche Laufbahn
1997 wurde Iván Domínguez kubanischer Meister in der Einerverfolgung. Im selben Jahr gewann er eine Etappe der Uruguay-Rundfahrt. 2000 gewann er eine Etappe sowie die Gesamtwertung der Tour of Ohio.
2001 unterschrieb Domínguez einen Vertrag bei dem Saturn Cycling Team. 2004 wechselte er zu Colavita Olive Oil-Bolla, wo er zunächst eine Etappe beim Redlands Bicycle Classic gewann und später beim Grand Prix Cycliste de Beauce erfolgreich war. Daraufhin wechselte er zu Health Net-Maxxis. Ab 2006 fuhr Domínguez bei dem US-amerikanischen Continental Team Toyota-United. In der Saison 2007 konnte er die Abschlussetappe der Kalifornien-Rundfahrt im Massensprint für sich entscheiden.
Ende der Saison 2010 beendete er seine Karriere als Berufsradfahrer.

## Erfolge
2002
- eine Etappe Vuelta de República Dominicana

2004
- eine Etappe Redlands Bicycle Classic
- eine Etappe Grand Prix Cycliste de Beauce

2007
- eine Etappe Kalifornien-Rundfahrt
- zwei Etappen Tour of Missouri

2008
- eine Etappe Tour de Georgia

## Teams
- 2001–2003 Saturn Cycling Team
- 2004 Colavita Olive Oil-Bolla
- 2005 Health Net-Maxxis
- 2006–2008 Toyota-United
- 2009 Fuji-Servetto (bis 17. Juni)
- 2009 Rock Racing (ab 18. Juni)
- 2010 Jamis/Sutter Home